# ホタルノヒカリ (漫画)
『ホタルノヒカリ』は、ひうらさとるによる日本の漫画作品、およびそれを原作とした連続テレビドラマ。
女性漫画雑誌『Kiss』（講談社）にて、2004年No.16から2009年No.13まで連載された。単行本は全15巻。続編として『Kiss』2014年3月号から2017年7月号まで『ホタルノヒカリSP』が連載され、『Kiss』2017年12月号から2021年6月号まで『ホタルノヒカリBABY』が連載された。2020年4月時点で累計発行部数は450万部を突破している。
2007年夏に綾瀬はるかの主演でドラマ化（日本テレビ系「水曜ドラマ」枠）。2010年夏には続編の『ホタルノヒカリ2』が放送され、2012年には劇場版『映画 ホタルノヒカリ』が公開された。

## あらすじ
20代の人生を恋愛を半ば放棄してぐうたらに過ごす、作中では干物女と呼ばれている主人公の恋愛を描く。主人公の性格・生活スタイルなどに共感出来る部分がある女性達の間に、高い人気を誇った。
SWビルドのインテリア事業部に勤めるOL・雨宮蛍は、会社では有能な仕事ぶりを見せるまともなOLだが、恋愛には無関心で、家でゴロゴロとしているのが大好きな干物女だった。しかし、ある日、部長の高野誠一が引っ越して来て、不本意ながらも同居する破目になる。
一方で、ロンドン研修に行っていた、新進気鋭のインテリアデザイナー・手嶋マコトが帰国、彼に次第に惹かれて5年ぶりに恋愛を始める事になる。
久しぶりの恋愛に戸惑う蛍の恋は、果たして上手くいくのか?
2020年3月に放送された「アニ×パラ〜あなたのヒーローは誰ですか〜」第9弾に蛍と誠一が登場している。

## 登場人物
雨宮 蛍（あめみや ほたる）
本作の主人公。27歳。SWビルドのインテリア事業部に勤めるOL。
普段は「ソツのないOL」を演じているが、家では3本ストライプ入りのジャージにちょんまげ頭でゴロゴロするのが好きな干物女。
一軒家を借りて暮らしていたが、訳あって高野部長との同居生活を送っている一方、マコトとの出会いを機に5年ぶりの恋愛を始める。
姉の揚羽（あげは）、弟の鈴虫（すずむ）がいる。
高野 誠一（たかの せいいち）
41歳。クールで面倒見が良い性格。仕事をこなせて、部下からの信頼も厚いSWビルドのインテリア事業部部長。
何事もきちんと予定を立てて計画通りに事を進め、整理整頓されていないと気が済まないキレイ好き。妻とは別居中。
実家に戻った時には、蛍が住んでいた事から不本意ながら彼女と同居することになる。
手嶋 マコト（てしま マコト）
24歳。ロンドンの研修から帰国して来た、新進気鋭のインテリアデザイナー。
センスもルックスも良いが、シャイで天然ボケでもあり、蛍の嘘やごまかしも素直に信じてしまうほど人が良い。
蛍が干物女である事も知らない。
三枝 優華（さえぐさ ゆうか）
24歳。LD社のインテリア・プランナー。ロンドン帰りの帰国子女。
干物女とは対極に位置する、何事もオシャレにこなすステキ女子。天然なところがあり、空気が読めないことも。
マコトに好意を持っている。
神宮司 要（じんぐうじ かなめ）
27歳。優華の大学の先輩で、LD社勤務。
強気で強引な性格だが、女にモテて仕事もできる、隙のない殿様男。広島弁で話す。
大学時代から密かに優華に想いを寄せているが、伝えられずにいる。
山田 早智子（やまだ さちこ）
38歳。SWビルドのインテリア事業部勤務。
何事も積極的で、周りを置き去りにすることもあるが、しっかり者で頼りになる先輩。
古田 優子（ふるた ゆうこ）
27歳。ファッション雑誌の編集者。
蛍の15年来の親友で、グータラな蛍を引っ張ってフォローしてくれるアネゴ肌。
作田 葵（さくた あおい）
未亡人。亡くなった夫は誠一の親友。
蛍と誠一の関係を割って誠一にアプローチをかけるが失敗する。
すみれという娘がいる。
葛西 弓子（かさい ゆみこ）
27歳。蛍の同僚。
淡々としつつ、蛍に対してズバッと核心を突いた質問をしてくる。
作品後半より登場。

## 書誌情報

### 単行本
- ひうらさとる『ホタルノヒカリ』、講談社〈講談社コミックスKiss〉、全15巻
  1. 2005年2月9日発売、ISBN 978-4-06-340529-3
  2. 2005年6月10日発売、ISBN 978-4-06-340550-7
  3. 2005年9月11日発売、ISBN 978-4-06-340562-0
  4. 2006年1月12日発売、ISBN 978-4-06-340576-7
  5. 2006年4月13日発売、ISBN 978-4-06-340587-3
  6. 2006年8月11日発売、ISBN 978-4-06-340603-0
  7. 2006年12月13日発売、ISBN 978-4-06-340623-8
  8. 2007年4月13日発売、ISBN 978-4-06-340641-2
  9. 2007年7月13日発売、ISBN 978-4-06-340655-9
  10. 2007年10月12日発売、ISBN 978-4-06-340671-9
  11. 2008年4月11日発売、ISBN 978-4-06-340694-8
  12. 2008年9月12日発売、ISBN 978-4-06-340716-7
  13. 2009年1月13日発売、ISBN 978-4-06-340733-4
  14. 2009年6月12日発売、ISBN 978-4-06-340754-9
  15. 2009年10月13日発売、ISBN 978-4-06-340770-9

- ひうらさとる『ホタルノヒカリSP』、講談社〈講談社コミックスKiss〉、全6巻
  1. 2014年10月10日発売、ISBN 978-4-06-340937-6
  2. 2015年4月13日発売、ISBN 978-4-06-340952-9
  3. 2015年11月13日発売、ISBN 978-4-06-340971-0
  4. 2016年5月13日発売、ISBN 978-4-06-340990-1
  5. 2017年1月13日発売、ISBN 978-4-06-398010-3
  6. 2017年7月13日発売、ISBN 978-4-06-398025-7

- ひうらさとる『ホタルノヒカリBABY』、講談社〈講談社コミックスKiss〉、全6巻
  1. 2018年4月13日発売、ISBN 978-4-06-511360-8
  2. 2018年12月13日発売、ISBN 978-4-06-513926-4
  3. 2019年8月9日発売、ISBN 978-4-06-516722-9
  4. 2020年4月13日発売、ISBN 978-4-06-519232-0
  5. 2020年11月13日発売、ISBN 978-4-06-521403-9
  6. 2021年7月13日発売、ISBN 978-4-06-523763-2

### 文庫版
- ひうらさとる『ホタルノヒカリ』、講談社〈講談社漫画文庫〉、全7巻
  1. 2012年3月9日発売、ISBN 978-4-06-370830-1
  2. 2012年3月9日発売、ISBN 978-4-06-370831-8
  3. 2012年4月12日発売、ISBN 978-4-06-370832-5
  4. 2012年4月12日発売、ISBN 978-4-06-370833-2
  5. 2012年5月11日発売、ISBN 978-4-06-370834-9
  6. 2012年5月11日発売、ISBN 978-4-06-370835-6
  7. 2012年6月12日発売、ISBN 978-4-06-370836-3

### 公式本
ひうらさとる・Kiss編集部『ホタルノヒカリ　オフィシャルガイドBOOK　干物女の恋愛図鑑』
2007年7月13日発売、ISBN 978-4-06-372317-5

## テレビドラマ
2007年7月11日から9月12日まで毎週水曜日22:00 - 22:54に、日本テレビ系の「水曜ドラマ」枠で放送された。主演は綾瀬はるか。
続編の『ホタルノヒカリ2』は、2010年7月7日から9月15日まで毎週水曜日22:00 - 22:54に、日本テレビ系の「水曜ドラマ」枠で放送された。
2012年6月9日には、『ホタルノヒカリ2』のその後を描いた『映画 ホタルノヒカリ』が公開された。

### テレビドラマの概要
ホタルノヒカリ
主人公の雨宮蛍を演じた綾瀬にとって、本作が単独での連続ドラマ初主演作である。また手嶋マコト役の加藤和樹は、プライムタイムでの全国ネットの連続ドラマ初レギュラー出演となる。
外では頑張る社会人、家では干物女・蛍の恋愛を描く。
本放送から1年2ヶ月後の2008年11月21日に6枚組のDVD-BOXが発売された。SPECIAL DISCには、メイキングムービー、スピンオフドラマ『メンズホタルノヒカリ』、PRスポット集を収録。
2010年1月19日の20時から毎週BS日テレにて再放送された。第一夜では、二ツ木の登場シーンがほぼ全て削除されているなど、拡大放送の第一夜と最終夜のみオリジナル版とは異なる「再編集版」であった。
公式ホームページでは、『anego』、『ハケンの品格』の日テレがお贈りするはたらく女子のリアルストーリー第3弾!と謳っている。スピンオフドラマ『メンズホタルノヒカリ』第6夜においては、安田顕が『ハケンの品格』で演じた一ツ木慎也としても出演している。二ツ木の名である「昭司」も、『ハケンの品格』の登場人物である「東海林」（安田と同じくTEAM NACSの大泉洋が演じた）にかけていると、安田自身が番組宣伝の中で告白している。

### キャスト

#### 主要人物

##### ホタルノヒカリ
雨宮 蛍〈24 → 27〉
演 - 綾瀬はるか（幼少期：吉田里琴）
ホタルノヒカリ：インテリア事業部企画営業チーム
SWビルドコーポレーションのインテリア事業部で働くOL。職場では「大人の女性」として振舞っているが、私生活では干物女。居酒屋で出会った男が日本国外に行くというので、格安でその男の一軒家を借りて生活していたが、上司の高野部長が引っ越して来て、不本意にも同居することに。しばらく恋愛から遠ざかっていたが、手嶋マコトに恋をし、部長の助言もあって、手嶋と相思相愛になり付き合うことになる。その後、手嶋との同棲を始める。
ホタルノヒカリ2：第1企画部
長野県松本市出身。香港でのプロジェクトを終えて帰国後、高野のいる第1企画部にプランナーとして配属される。香港に赴任していた3年間、音信不通であったが、高野の家に帰って来てくつろぐ姿は、以前よりも「干物女」度が増していた。
高野との結婚を真剣に考えているが、瀬乃に告白されてから彼のことが気になり始める。
休日は3年前と変わらず、昼寝、マンガ、ビールの干物生活だが、高野と居ると、家で寝てても恋愛できる、そんな不思議な毎日を送っている。
取引先の相手と飲み比べをして負けたことはないほどの酒豪である。
高野 誠一〈37 → 40〉
演 - 藤木直人
ホタルノヒカリ：インテリア事業部
蛍の上司で、インテリア事業部部長。妻とは別居中。自分の実家に戻って来たが、蛍が居酒屋で出会った男、つまり部長の父ボンタロウからその家を借りていたため、会社にばれないように同居する羽目に。こうしてキレイ好きで几帳面、その上家事が得意な部長と干物女・蛍の同居生活が始まる。蛍の家での干物っぷりに最初は驚くが、次第に理解し、久しぶりに恋に落ちた蛍を応援するようになる。
ホタルノヒカリ2：第1企画部
第1企画部部長。蛍の同居人であり、恋人。蛍が香港から帰国してからプロポーズをする。
三枝 優華〈26〉
演 - 国仲涼子
インテリア事業部デザイナー。蛍とは対照的に、誰もが憧れるようなステキ女子である。手嶋マコトが好きであるが、その気持ちを抑え、マコト自身の恋を応援する。
手嶋 マコト〈23〉
演 - 加藤和樹
ロンドン帰りのインテリア事業部若手デザイナー。実力もあり、ルックスも良いので、結構モテている。蛍が干物女だという事には何も嫌気はない。高野部長と楽しそうに話す蛍を一時避ける時もあったが、高野部長との同居を解消した蛍と一緒に暮らすことになる。
山田 早智子〈29 → 32〉
演 - 板谷由夏
ホタルノヒカリ：インテリア事業部企画営業チーム
蛍の先輩でインテリア事業部企画ディレクター。仕事を難なくこなす、いわば蛍たちにとっての頼れる先輩。恋愛に対しても積極的で、経験も豊富である。
ホタルノヒカリ2：第1企画部
第1企画部チーフプランナー→営業企画部部長。蛍の先輩であり上司でもある。何かと相談にのることがあり、蛍と高野の関係を知る数少ない人物の一人で自分も結婚することから蛍の結婚に向けた相談にも乗るようになる。
二ツ木 昭司〈37 → 40〉
演 - 安田顕
ホタルノヒカリ：経理部
経理部次長。高野とは同期で、社内でもプライベートでも仲が良い。しょっちゅう、蛍たちの部署に遊びに行っている。
ホタルノヒカリ2：人事部
人事部部長。高野とは大学時代からの友人。山田とは恋人関係にあり、よく高野に結婚の相談に乗ってもらっているが、何かと高野に関わり、優しく接している。

##### ホタルノヒカリ2
瀬乃 和馬〈27〉
演 - 向井理
第1企画部プランナー。契約社員。最初は興味がなかったが、次第に何でも話せる仲になり蛍のことが好きになる。

#### インテリア事業部 (ホタルノヒカリ)
企画営業チーム
神宮司 要〈30〉
演 - 武田真治
インテリア事業部企画ディレクター。いつも広島弁で話すみんなの兄貴的人間。優華に惚れているが想いを伝えられない。
曽野 美奈子〈25〉
演 - 浅見れいな
豪徳寺 賢〈31〉
演 - 丸山智己
口が上手いお調子者で、そんな性格からか、女性に対しても気軽に話せるが、それが原因であまりモテない。『メンズホタルノヒカリ』では、トラブルのきっかけになっていることが多い。
山口 隆俊〈33〉
演 - 松永博史
室田 鈴子〈23〉
演 - 松本まりか
香住 初子〈22〉
演 - 松下さら
デザインチーム
沢木 瞬〈25〉
演 - 渡部豪太
田所 潤平〈24〉
演 - 渋江譲二

#### 第1企画部 (ホタルノヒカリ2)
桜木 美香〈25〉
演 - 臼田あさ美
第1企画部アシスタントプランナー。仕事でミスをしたときに一生懸命にカバーしてくれたことから蛍を先輩と慕うようになる。瀬乃のことが好きだが瀬乃が蛍を好きだとわかり蛍をライバル意識する。
井崎 豊作〈32〉
演 - 高橋努
第1企画部プランナー。高野を男の中の男とあこがれている。
杉下 真菜〈22〉
演 - 中別府葵
第1企画部アシスタントプランナー。
松小路 豪也〈23〉
演 - 市川知宏
第1企画部アシスタントプランナー。
竹林 篤志〈27〉
演 - 君沢ユウキ
第1企画部プランナー。
梅田 翔太〈22〉
演 - 井出卓也
第1企画部アシスタントプランナー。
椿 春乃〈25〉
演 - 佐藤千亜妃
第1企画部アシスタント。
椋木 伸〈28〉
演 - 栁澤貴彦
第1企画部プランナー。
椎名 あゆみ〈21〉
演 - 真下玲奈
第1企画部アシスタント。

#### その他
浅田 小夏〈39〉
演 - 木村多江（ホタルノヒカリ2）
3年前に夫を事故で亡くし、千夏を育ててきた。高野とは大学時代の恋人。店を開店するにあたって高野に相談している。
浅田 千夏〈7〉
演 - 石井萌々果（ホタルノヒカリ2）
浅田小夏の娘。しっかりしたというよりも、ちゃっかりした女の子。高野のことを「パパ」と呼んでいたが、小夏にそのことを指摘されてからは「パパ」という呼び方はやめ、「部長さん」と呼ぶようになる。

#### ゲスト

##### ホタルノヒカリ
第二夜
- 深雪 - 黒谷友香（第七夜）

第七夜
- クレーマーの店長 - 前田健

第九夜
- ビデオ屋の店員 - 上地雄輔

##### ホタルノヒカリ2
第一夜
- ビデオ屋店員 - 神児遊助
- ビデオ屋店員と話していた女A - 矢沢心
- ビデオ屋店員と話していた女B - 映美くらら
- 提灯屋のおじさん - 田口主将

第二夜
- 上小山商店街会長 - 金田明夫
- 上小山商店街会長の妻 - 福井裕子
- 古本屋店主 - 山本勝

第三夜
- 菊屋麺蔵（落語家） - 林家木久扇
- 沖縄料理店店長 - 小笹将継
- 皮膚科医 - 有福正志

第四夜
- 蛍を箱根まで送ってくれた軽トラックのおじさん - 野添義弘

第五夜
- 江古田社長 - 六角精児

第六夜
- サマンサ（千歳谷牛助） - 森崎博之（第七夜）

第七夜
- 墓田宗義（サマンサの店の客で詐欺幇助者） - 河野真也（オクラホマ）
- 試着室を貸してくれた店員 - 八幡朋昭
- サマンサが逮捕されたニュースのアナウンサー - 青木源太（日本テレビアナウンサー）※声のみ

第八夜
- アゲハ（蛍の姉） - 堀内敬子
- 木村（匠龍工務店） - 山崎裕太
- 立花（工務店） - 谷川昭一朗
- ウェディングドレスを試着するカップル - 石井智也、上田結

第九夜
- 豪徳寺賢（高野の元部下、転職先に高野を誘う） - 丸山智己（第十夜、最終夜）

第十夜
- 高野盆太郎（高野の父、世界を旅する吟遊詩人）- 石坂浩二

最終夜
- 豪徳寺の妻 - 小西美帆

### スタッフ
- ホタルノヒカリ
  - 原作 - ひうらさとる「ホタルノヒカリ」（講談社刊『Kiss』）
  - 脚本 - 水橋文美江、山岡真介（第6話）
  - 音楽 - 菅野祐悟
  - 演出 - 吉野洋、南雲聖一、茂山佳則、久保田充
  - 主題歌 - aiko「横顔」（ポニーキャニオン）
  - 技術協力 - NiTRo、日テレアート
  - 美術デザイン - 高野雅裕
  - プロデューサー - 櫨山裕子、三上絵里子、内山雅博（オフィスクレッシェンド）
  - 制作協力 - オフィスクレッシェンド
  - 製作著作 - 日本テレビ
- ホタルノヒカリ2
  - 原作 - ひうらさとる「ホタルノヒカリ」（講談社刊『Kiss』）
  - 脚本 - 水橋文美江
  - 音楽 - 菅野祐悟
  - 演出 - 吉野洋、南雲聖一、石尾純
  - 主題歌 - いきものがかり「キミがいる」（エピックレコードジャパン）
  - シニアチーフクリエーター - 櫨山裕子
  - 美術デザイン - 高野雅裕
  - プロデューサー - 三上絵里子、内山雅博（オフィスクレッシェンド）
  - 制作協力 - オフィスクレッシェンド
  - 製作著作 - 日本テレビ

### 放送日程

#### ホタルノヒカリ（2007年）
| 各夜                                                       | 放送日        | サブタイトル                                   | 演出     | 視聴率 |
| ---------------------------------------------------------- | ------------- | ---------------------------------------------- | -------- | ------ |
| 第一夜                                                     | 2007年7月11日 | 恋愛するより家で寝てたい…干物女が恋をした!?    | 吉野洋   | 17.3%  |
| 第二夜                                                     | 2007年7月18日 | 恋をするのも命がけ 干物女とラブメール          | 南雲聖一 | 15.2%  |
| 第三夜                                                     | 2007年7月25日 | 干物女に恋は無理!? 失恋ドジョウ掬い            | 吉野洋   | 10.6%  |
| 第四夜                                                     | 2007年8月01日 | 干物女、恋も仕事もいっぺんにはムリ!?           | 南雲聖一 | 13.4%  |
| 第五夜                                                     | 2007年8月08日 | 干物女遂に告白! 恋の神様が降りてきた           | 茂山佳則 | 12.5%  |
| 第六夜                                                     | 2007年8月15日 | 干物女のキス…大切な恋に最大のピンチ            | 南雲聖一 | 11.3%  |
| 第七夜                                                     | 2007年8月22日 | 腹肉が憎い!! 干物女お泊りデート                | 吉野洋   | 13.5%  |
| 第八夜                                                     | 2007年8月29日 | 干物女ついにカミングアウト…その時彼は          | 久保田充 | 12.1%  |
| 第九夜                                                     | 2007年9月05日 | 明日はどっちだ!? 干物まさかの三角関係          | 南雲聖一 | 14.7%  |
| 最終夜                                                     | 2007年9月12日 | 家で寝てても恋愛できる!? 最強干物女の恋の結末… | 吉野洋   | 15.3%  |
| 平均視聴率 13.6%（視聴率は関東地区・ビデオリサーチ社調べ） |               |                                                |          |        |

#### ホタルノヒカリ2（2010年）
| 各夜                                                       | 放送日        | サブタイトル（放送時）       | サブタイトル（ラテ欄）              | 演出     | 視聴率 |
| ---------------------------------------------------------- | ------------- | ---------------------------- | ----------------------------------- | -------- | ------ |
| 第一夜                                                     | 2010年7月07日 | 帰ってきた干物女             | 恋よりビール！ 干物女の結婚大作戦!? | 吉野洋   | 16.2%  |
| 第二夜                                                     | 2010年7月14日 | 節約したい干物女             | 節約は愛!? 47円干物女の逆襲         | 吉野洋   | 17.4%  |
| 第三夜                                                     | 2010年7月21日 | ガマンしないと結婚できない！ | 部長のチューは干物女を救う          | 南雲聖一 | 15.1%  |
| 第四夜                                                     | 2010年7月28日 | 干物女のラブラブメール       | 部長遭難!? 干物女のラブメール       | 南雲聖一 | 14.9%  |
| 第五夜                                                     | 2010年8月04日 | 干物女の主婦力               | 仕事やめたい？ 干物女の主婦力       | 吉野洋   | 15.3%  |
| 第六夜                                                     | 2010年8月11日 | 結婚白紙!? ほっとく大作戦    | 婚約解消？ 干物女に新たな男         | 石尾純   | 15.0%  |
| 第七夜                                                     | 2010年8月18日 | 干物女 秘密のドキドキ        | 結婚はパワー？ 干物女の神頼み       | 南雲聖一 | 15.3%  |
| 第八夜                                                     | 2010年8月25日 | 干物女の両家顔合せ           | 結婚へ最終段階！ 涙の婚約指輪       | 吉野洋   | 15.0%  |
| 第九夜                                                     | 2010年9月01日 | チューは突然やってくる！     | 婚約指輪紛失！ 干物どん底キス       | 石尾純   | 14.2%  |
| 第十夜                                                     | 2010年9月08日 | 私の知らないぶちょお         | 干物嫁修行!? 部長の父帰る！         | 南雲聖一 | 14.0%  |
| 最終夜                                                     | 2010年9月15日 | 結婚とは？ 干物女の決断      | 結婚とは？ 干物女の決断!            | 吉野洋   | 17.0%  |
| 平均視聴率 15.4%（視聴率は関東地区・ビデオリサーチ社調べ） |               |                              |                                     |          |        |

- 当枠の作品で平均視聴率が15%を超えるのは観月ありさ主演の『斉藤さん』以来2年半ぶりで、夏クールでは松本明子主演の『グッドラック』以来14年ぶりとなる。また、平均視聴率15.4%と平均視聴率が12%以上だったためテレビ宮崎でも11月4日から『ドラマパーク』枠で放送される。

### 原作とドラマの年齢の相違点
ホタルノヒカリ
ドラマ版では、雨宮蛍の年齢が原作の27歳から24歳へと変更されており、その他の登場人物の年齢も下記のように変更されている。
- 三枝優華は、原作では24歳。手嶋マコトと同い年であり、蛍よりも年下であるが、ドラマ版では26歳に変更。蛍・マコトよりも年上になっている。
- 手嶋マコトは、原作の24歳から23歳へと変更。
- 神宮寺要は、原作では蛍と同い年の27歳であるが、ドラマ版では30歳。
- 高野誠一は、原作の41歳から37歳へと変更。
- 山田早智子は、原作の38歳から29歳へと変更。

### スピンオフドラマ
毎回放送終了後（ホタルノヒカリ）に公式ホームページで同番組のスピンオフミニドラマを配信（現在は終了）。タイトルは『メンズホタルノヒカリ』。
| メンズホタルノヒカリ | メンズホタルノヒカリ     |
| 各夜                 | サブタイトル             |
| -------------------- | ------------------------ |
| 第一夜               | 山田姐さんが怖い!!       |
| 第二夜               | おれはエロじゃねぇ!!     |
| 第三夜               | オマエを失いたくない!!   |
| 第四夜               | 小さな男、時々ステーキ。 |
| 第五夜               | 要と仁義なき戦いじゃ!!   |
| 第六夜               | 一ツ木さんと二ツ木さん   |
| 第七夜               | 優華と恋する爆発頭!!     |
| 第八夜               | みんな変な人             |
| 第九夜               | 部長VSエロ男             |
| 最終夜               | 干物女VS干物男           |

### 備考
ホタルノヒカリ2
第一夜で蛍が香港からの帰国便に搭乗しているシーンは全日本空輸（ANA）が撮影協力を行った（綾瀬はANAが全面協力した映画『ハッピーフライト』に主演した他、過去にリリースした綾瀬のシングルがANAのスカイオーディオ（国際線・国内線の音楽番組）にも選曲されている）。
台湾の緯來日本台でも2010年8月14日から日本語音声のまま繁体中国語字幕付きで放映（シリーズ第一作の終了直後に編成）されている。日本テレビ系列のドラマが完結前に海外で並行して放送されるのは初めてで、人気番組となっている。台湾でのタイトルは「魚干女又怎様2」（「干物女で何が悪いの?」の意）。
| 日本テレビ系 水曜ドラマ                 | 日本テレビ系 水曜ドラマ                    | 日本テレビ系 水曜ドラマ                                        |
| 前番組                                  | 番組名                                     | 次番組                                                         |
| --------------------------------------- | ------------------------------------------ | -------------------------------------------------------------- |
| バンビ〜ノ! （2007年4月18日 - 6月27日） | ホタルノヒカリ （2007年7月11日 - 9月12日） | 働きマン （2007年10月10日 - 12月19日）                         |
| Mother （2010年4月14日 - 6月23日）      | ホタルノヒカリ2 （2010年7月7日 - 9月15日） | 黄金の豚 -会計検査庁 特別調査課- （2010年10月20日 - 12月15日） |

## 映画
『映画 ホタルノヒカリ』（えいが ホタルノヒカリ）は2012年6月9日から東宝系で公開のテレビドラマ『ホタルノヒカリ2』のその後を描く劇場作品。主演はテレビドラマに引き続きの綾瀬はるか。監督の吉野洋はこれが初の映画監督作となる。テレビドラマからの映画化が決定されており、蛍と高野が新婚旅行で訪れたローマが舞台となっている。
全国316スクリーンで公開され、2012年6月9、10日の初日2日間で興収3億1,365万750円、動員24万2,821人になり映画観客動員ランキング（興行通信社調べ）で初登場第1位となっている。2017年10月6日金曜ロードショーで放送。

### 映画のあらすじ
2012年。蛍と高野部長は結婚。相変わらず家では自堕落な蛍に、あきれる部長だが、蛍がナポリタンを食べたいというので、2人は新婚旅行としてイタリアへ行くことにする。
しかし、半年が経っても蛍は一向に準備をする気配がない。そんな蛍を見かね、高野部長は「蛍がその気になるまで、何年でも待つ」と言い、イタリアへは一人、仕事で出張することにする。そのころ、蛍は会社の同僚の早智子と二ツ木から、「イタリアへの新婚旅行は、部長の夢」だと聞かされる。
別席だがアリタリア航空のビジネスシート。ローマで自分そっくりの「干物女」冴木莉央に出会う。マフィアの誘拐事件が報道され、トランクを開けると覚醒剤らしい白い粉。同席だった弟・優がトランクを間違えたといって再会。「姉はこんな人じゃなかった」という。さらに部長が誘拐される。警察に頼ると危険だという。トランクのウェディングドレスで涙。誘拐はウソでチヴィタにいるというので、ドレスを汚くしながら走りまくる。部長は亡くした妻そっくりだという男のために踊っていたのだ。覚醒剤も白玉粉で姉に白玉団子を作ってもらうためだという。事故で亡くしたという、莉央の家族の写真を雨の中、池から探す。おかげで人生を捨てていた莉央が立ち直る。蛍はスペイン広場で相変わらずゴロゴロ。再生した莉央に蛍の光が舞う。帰国直前、結婚式を思い出し、途中にあった教会2人きりで挙式する。

### キャスト（映画）
- 高野蛍 - 綾瀬はるか
- 高野誠一 - 藤木直人
- 冴木優 - 手越祐也
- 二ツ木早智子 - 板谷由夏
- 二ツ木昭司 - 安田顕
- 冴木莉央 - 松雪泰子

### スタッフ（映画）
- 監督 - 吉野洋
- 原作 - ひうらさとる
- 脚本 - 水橋文美江
- 音楽 - 菅野祐悟
- VFXスーパーバイザー - オダイッセイ
- 製作総指揮 - 宮崎洋、桜田和之
- 製作 - 菅沼直樹、堀義貴、市川南、吉岡富夫、阿佐美弘恭、平井文宏、長坂信人、弘中謙
- エグゼクティブプロデューサー - 奥田誠治、今村司
- 企画・プロデューサー - 櫨山裕子
- プロデューサー - 三上絵里子、内山雅博、星野恵
- 撮影 - 長崎秀文
- 照明 - 角田信稔
- 美術 - 高野雅裕
- 録音 - 湯脇房雄
- 音響効果 - 谷口広紀
- 編集 - 松竹利郎
- ビデオエンジニア - 新部信行
- 助監督 - 茂山佳則
- Bカメラ撮影 - 小原崇資
- 音楽プロデューサー - 志田博英
- タイトルバック作画 - junaida
- 劇中ダンス振付：ジョンテ・モーニング、Maho Udo
- イタリアローカルプロダクション - Tea Time Film
- 製作 - 「映画 ホタルノヒカリ」製作委員会（日本テレビ放送網、ホリプロ、東宝、講談社、D.N.ドリームパートナーズ、バップ、オフィスクレッシェンド、日本テレビ系全国28社）
- 制作プロダクション - オフィスクレッシェンド
- 配給 - 東宝
- 企画・製作幹事 - 日本テレビ放送網

## 関連番組
実写ドラマ関連番組
- 『「ホタルノヒカリ2」最終夜! 干物女は結婚できるのか!? SP』（2010年9月15日16:24 - 16:53）

パラスポーツアニメ
- アニ×パラ〜あなたのヒーローは誰ですか〜　
  - NHKが2020年東京パラリンピックに向けてパラスポーツをアピールする趣旨で制作・放送しているショートアニメシリーズ。
  - 2020年3月にシリーズ第9作として、ひうらが『ホタルノヒカリ』と同じ物語世界でパラスポーツ・ボッチャを描くアニメが放送される。『ホタルノヒカリ』の主要人物である蛍と高野も登場する。

## ムービーコミック
2013年11月29日よりスマートフォン向けのエンタメアプリ「UULA」にて漫画に音声や特殊効果を加えた動画が配信されている。全36話予定。
キャスト
雨宮蛍：沢城みゆき
高野誠一：てらそままさき
手嶋マコト：白井悠介
主題歌
大塚愛 『Hello me』